# Meriania sanguinea
Meriania sanguinea är en tvåhjärtbladig växtart som beskrevs av John Julius Wurdack. Meriania sanguinea ingår i släktet Meriania och familjen Melastomataceae.
Artens utbredningsområde är Ecuador. Inga underarter finns listade i Catalogue of Life.